# 大阪証券取引所で上場廃止となった企業一覧
大阪証券取引所で上場廃止となった企業一覧（おおさかしょうけんとりひきじょでじょうじょうはいしとなったきぎょういちらん）は、過去に大阪証券取引所で上場廃止となった企業の一覧である。
主に倒産や株式非公開化に伴って上場廃止になった企業について記述する。株式交換や合併による上場廃止、あるいは2013年7月16日の東京証券取引所への現物市場取引統合による大証上場廃止はここでは記述しない。

## 2000年以前
- 第一紡績（1993年1月18日、大証2部 3119）
- 光洋機械産業（1994年3月28日、大証1部 6270）
- 兵銀ファクター（1995年11月2日、大証2部 8575）
- 阪和銀行（1997年2月22日、大証2部 8557）
- 五十鈴建設（1997年3月18日、大証2部 8859）
- ロンシャン（1998年12月30日、大証2部 8124）
- 淡路フェリーボート（1998年6月26日、大証2部 9177）
- コムソン社（1999年6月2日、大証2部 6318）
- ナガサキヤ（2000年10月10日、大証2部 2213）
- そごう（2000年10月13日、大証1部 8243）

## 2001年
- フットワークインターナショナル（2001年6月5日、大証2部 8210）
- ベターライフ（2001年6月20日、大証2部 7576）

## 2002年
- ナナボシ（2002年2月27日、大証2部 1785）
- イタリヤード（2002年2月6日、大証2部 3602）
- 壽屋 （現:カリーノグループ、2002年3月20日、大証1部 8265）
- ニコニコ堂（2002年4月9日、大証2部 7424）
- 甲子園土地企業（2002年6月16日、大証2部 9673）
- 京神倉庫（2002年7月12日、大証2部 9309）
- 藤木工務店（2002年9月5日、大証2部 1797）
- 阪急共栄物産（2002年9月25日、大証2部 8097）

## 2003年
- 壽工業 (2003年1月31日、大証2部 6216）
- フーズネット（2003年2月1日、大証2部 7580）
- タカラブネ（2003年2月25日、大証1部 2219）
- 世界長（2003年8月31日、大証1部 5143）
- マツヤデンキ（2003年9月25日、大証1部 8189）
- 酒井鉄工所（2003年9月9日、大証2部 5925）
- 森本組（2003年11月2日、大証1部 1845）

## 2004年
- 安治川鉄工（2004年4月22日、大証2部 5926）
- 粟村製作所（2004年9月15日、大証2部 6359）

## 2005年
- 松村組（2005年6月6日、大証1部 1857）
- 日本エルエスアイカード（2005年7月29日、大証2部 6887）

## 2008年
- グレース（2008年2月27日、大証2部 4790）
- 堀内カラー（2008年3月4日、大証2部 4683）
- 平和奥田（2008年8月15日、大証2部 1790）

## 2009年
- トラステックスホールディングス（2009年2月14日、大証2部 9374）
- トミヤアパレル（2009年3月27日、大証2部 8067）
- シグマ・ゲイン（2009年4月10日、大証2部 8192）

## 2010年
- どん（2010年7月5日、大証2部 8206）

## 2011年
- ステラ・グループ（2011年6月14日、大証2部 8206）
- 塩見ホールディングス（2011年11月8日、大証2部 2414）